# Zebrzydowice
Zebrzydowice è un comune rurale polacco del distretto di Cieszyn, nel voivodato della Slesia.
Ricopre una superficie di 41,68 km² e nel 2004 contava 12 384 abitanti.